# CHIPSat
CHIPSat (Cosmic Hot Interstellar Plasma Spectrometer satellite, również CHIPS, Explorer 82, UNEX 1) – sztuczny satelita astronomiczno-technologiczny agencji NASA należący do programu Explorer. Został wyniesiony na orbitę 13 stycznia 2003 roku z bazy Vandenberg Air Force Base na pokładzie rakiety Delta II razem z większym satelitą ICESat. Planowo misja miała trwać jeden rok. Satelita CHIPSat był pierwszym programem NASA klasy UNEX (University-Class Explorers). Wykonywał pomiary spektroskopowe w zakresie od 90 do 260 angstremów (od 9 do 26 nm), w paśmie skrajnego ultrafioletu.

## Przebieg misji
Instrument CHIP miał być pierwotnie drugorzędnym ładunkiem satelity łącznościowego FAISat. Projekt przekształcono jednak w małego, samodzielnego satelitę CHIPSat, który zgłoszono do programu UNEX. NASA wybrała CHIPSat do realizacji w 1998 roku.
Głównym celem zespołu naukowego misji, kierowanego przez Marka Hurwitza, było badanie rozgrzanego, nawet do temperatur rzędu milionów kelwinów, gazu wypełniającego przestrzeń międzygwiazdową. CHIPSat został zaprojektowany do przeprowadzenia pierwszych pomiarów spektrometrycznych (temperatura elektronów, jonizacja, badanie mechanizmów ochładzania) słabej poświaty w paśmie ultrafioletu, której oczekiwano jako wyniku emisji gorącego gazu międzygwiazdowego w odległości do 300 lat świetlnych od Słońca, z regionu określanego jako Bąbel Lokalny. Nieoczekiwanie pomiary nie wykazały żadnych rezultatów, wykryto jedynie bardzo słabą poświatę w paśmie EUV, mimo teoretycznych przewidywań znacznie wyższych wartości emisji.
We wrześniu 2005 pojazd został przekształcony w obserwatorium słoneczne. Od 3 kwietnia 2006 do 5 kwietnia 2008 satelita CHIPSat wykonał 1458 obserwacji Słońca.
W kwietniu 2008 misja została zakończona poprzez wyłączenie satelity, z uwagi na brak dalszego finansowania misji przez NASA. Pierwotnie planowana była na 18 miesięcy.

## Budowa i działanie
Firma SpaceDev (aktualnie Sierra Nevada Corporation (SNC)) zbudowała satelitę w oparciu o platformę BD-II, z szerokim wykorzystaniem elementów dostępnych komercyjnie w systemach awioniki. Z tego też powodu była to pierwsza misja NASA wykorzystująca protokół TCP/IP i FTP dla kontroli satelity, co przetestowano wcześniej na satelicie UoSAT-12.
Konstrukcja statku wykonana jest z aluminium. Satelita nie posiadał własnego napędu. Zasilany był z dwuzłączowych ogniw słonecznych GaAs/InP/Ge (o mocy 106 W przy końcu misji) i akumulatorów niklowo-kadmowych. Temperatura statku utrzymywana była w sposób pasywny.
Satelita był stabilizowany trójosiowo przy użyciu 4 kół zamachowych Dynacon MicroWheel 200 (w tym jedno zapasowe i z którego była konieczność skorzystania), trzech stabilizatorów magnetycznych, magnetometru, dwóch detektorów Słońca, detektora Księżyca i czujnika obrotu. Zapewniało to dokładność ustalania położenia na poziomie ±2º.
Komputer pokładowy wykorzystywał procesor Motorola Power PC 750. Łączność odbywała się w paśmie S (modulacja FSK), poprzez dwie anteny zapewniające niemal dookólne nadawanie (4-9,6 kbps) i odbiór (38,4-115,2 kbps).
Space Sciences Laboratory Uniwersytetu Kalifornijskiego w Berkeley było wykorzystywane jako główne centrum kontroli misji. Jako wspomagające, wykorzystywane były stacje Wallops Flight Facility oraz w Adelaide w Australii. Ze strony NASA projekt nadzorowany był przez Centrum Lotów Kosmicznych imienia Roberta H. Goddarda.

### CHIPS
Jedynym instrumentem satelity był CHIPS (Cosmic Hot Interstellar Plasma Spectrometer) – spektrometr zbudowany przez Space Science Laboratory. Spektrometr posiadał sześć apertur o ogniskowej f/150. Pole widzenia wynosiło 5º × 26,7º.
Instrument ważył około 35 kg, w tym 10 kg urządzeń elektronicznych, i zużywał średnio 21,2 W energii elektrycznej (szczytowo 30 W).
Filtry światła wykonane były z poliimidu, boru, aluminium i węgla.